# 張膽
張膽（1520年—？），字惟慎，號確斋，直隸揚州府高郵州人，民籍，明朝政治人物。

## 生平
嘉靖十九年（1540年）庚子科應天府鄉試第一百十八名举人，三十五年（1556年）丙辰科会试一百十五名，廷试三甲七十五名進士。户部观政，授行人司行人，三十八年九月選授貴州道試監察御史，三十九年三月實授，四十一年巡倉。又巡按貴陽，丁母憂歸。隆慶元年十一月復除浙江道御史，疏奏马政五事，戎政六事，又建言杜吏奸、广积储。巡按浙江，又南京畿道刷卷，卒于任。著有《尚書管見》若干卷藏于家。

## 家族
曾祖張俊；祖父張昇；父張經，曾任歲貢生贈御史。嫡母高氏；繼母宋氏，贈孺人；繼母朱氏；生母石氏，贈孺人。兄銓、钧、堂弟张守中（工部郎中）、守謙、守正、守復、守泰、同甫、守坤，俱生员。